# Ludvik Bartelj
Ludvik (Ludovik) Bartelj (Mirna Peč, 7 augustus 1913 - Dole pri Litiji, 27 december 2006) is een Sloveens priester, theoloog en filosoof. 
Bartelj bezocht het gymnasium in Novo mesto en ging in 1932 theologie studeren in Ljubljana. Tijdens zijn studie verdiepte Bartelj zich in het neoscholastieke thomisme van de katholieke filosoof Aleš Ušeničnik. Op 4 juli 1937 werd Bartelj tot priester gewijd. Zijn eerste standplaats was de kapelanie van Dole bij Litija. Rond de aanvang van de Tweede Wereldoorlog in Joegoslavië werd Bartelj overgeplaatst naar Kočevje om in 1947 wederom in Dole te belanden. In jaar van zijn priesterwijding (1937) zette de fenomenoloog Franz Weber Bartelj aan tot de studie van de filosofie. Vanuit Kočevje reisde hij op geregelde tijden naar Ljubljana om er examens af te leggen. In 1946 sloot Bartelj zijn studie af en in 1973 habiliteerde hij in de theologie.  Een van Barteljs belangrijkste werken is "Realni temelj izkustvenega sveta je Bog" ("De werkelijke grondslag van de empirische wereld is God").
Bartelj gaat uit van Webers "Gegenstandsphilosophie" dat voor hem de fundamentele filosofische discipline is waarin elk object ("Gegenstand") inhoud verkrijgt door de Oerwerkelijkheid ("Urwirklichkeit", "Prastvarnost"), die bij Bartelj gelijkstaat aan God. 
Aan het werk van Bartelj kon, net als dat van zijn leraar Weber, pas weer in de late jaren 1960 aandacht geschonken worden. In de eerste decennia na de oorlog werd het primaat van het dialectisch materialisme ten koste van onder meer de fenomenologie doorgezet. 

## Werk
- Zadnji temelj izkustvenega realnega sveta je Bog. Ljubljana, eigen beheer 1967
- Človek – svet – Bog. Ljubljana, eigen beheer 1970
- Letzter Grund der realen erfahrungsmassigen Welt ist Gott: Zusammenfassung; Dela dr. Franceta Vebra, prikazi in ocene njegovih del, ter razprave o njegovi filozofiji. Ljubljana, eigen beheer 1972
- Globinski razum in prastvarnost I, II. Ljubljana, eigen beheer 1983
- Globinski razum in stvarnost I, II. Ljubljana, eigen beheer 1983
- Ontologika – analitika in kritika globinskega razuma. Ljubljana, eigen beheer 1987
- Globinska psihologija religije. I. zv. Naravna religija, II. zv. Nadnaravna religija. Ljubljana, eigen beheer 1993
- Ontofilozofija. Ljubljana, eigen beheer 1994
- Psihologija kulture in civilizacije. Ljubljana, eigen beheer 1997